# Mapa de Rulkov

Gráfico da evolução temporal de em regime de disparo único (a) com parâmetros ,, e condições iniciais, e regime de rajada (b) com parâmetros ,, e condições iniciais,

O mapa de Rulkov é um modelo de disparo neuronal baseado em um sistema dinâmico discreto. Foi proposto por Nikolai F. Rulkov em 2001. A utilização desse tipo de sistema no estudo sobre redes de neurônios apresenta vantagens computacionais quando comparado com um sistema dinâmico contínuo, uma vez que demanda menos memória e simplifica a computação de grandes redes neurais.

## Modelo
O mapa de Rulkov, por se tratar de um sistema dinâmico discreto, apresenta {\displaystyle n} como variável temporal e é representado pelo mapa iterado bidimensional
{\displaystyle {\begin{cases}x_{n+1}=f(x_{n},y_{n})\\y_{n+1}=y_{n}-\mu (x_{n}+1)+\mu \sigma \end{cases}}}.
Sendo que {\displaystyle f(x_{n},y_{n})} é descrito por
{\displaystyle f(x_{n},y_{n})={\begin{cases}{\frac {\alpha }{1-x_{n}}}+y_{n},&x_{n}\leq 0\\\alpha +y_{n},&0<x_{n}<\alpha +y_{n}\\-1,&x_{n}\geq \alpha +y_{n}\end{cases}}},
em que {\displaystyle x_{n}} representa o potencial de membrana do neurônio e {\displaystyle y_{n}} não tem significado biológico explícito, embora possa ser feita alguma analogia com uma variável de controle simulando um canal iônico. {\displaystyle y_{n}} é uma variável dita como lenta, devido aos valores muito pequenos adotados no parâmetro {\displaystyle \mu }{\displaystyle (0<\mu <<1)}. O parâmetro {\displaystyle \sigma } pode ser interpretado como uma corrente contínua injetada no neurônio como estímulo externo e {\displaystyle \alpha } é um parâmetro de controle do comportamento do modelo. Diferentes combinações de parâmetros {\displaystyle \sigma } e {\displaystyle \alpha } dão origem às dinâmicas de repouso, picos tônicos e rajadas. Para que o modelo possa descrever todos os comportamentos é necessário que {\displaystyle \alpha >4}, caso contrário, apenas os dois primeiros podem ser descritos.

## Análise
A dinâmica do mapa de Rulkov pode ser analisada a partir de seu submapa rápido unidimensional, ou seja, a equação de evolução da variável {\displaystyle x_{n}}. Como {\displaystyle y_{n}} evolui muito lentamente, por uma quantidade de tempo considerável esta variável pode ser tratada como um parâmetro constante no submapa rápido unidimensional. Dependendo do valor de {\displaystyle y_{n}}, este submapa pode ter um ou três pontos fixos. Quando três são presentes, um dos pontos fixos é estável, outro é instável e o terceiro pode alterar sua estabilidade. Conforme {\displaystyle y_{n}} aumenta, dois desses pontos fixos (um estável e um instável) se fundem e desaparecem por bifurcação sela-nó.